# Empire aztèque
Cet article concerne l'empire aztèque. Pour la civilisation, voir Aztèques. Pour les autres significations, voir Aztec.
1428–1521
Entités précédentes :
- Tenochtitlan
- Texcoco
- Tlacopan
- Chalco
- Culhuacan
- Tlatelolco (en)
- Xochimilco (en)

Entités suivantes :
- Royaume de Nouvelle-Espagne

L'Empire aztèque ou Empire mexica, aussi désigné sous le nom de Triple Alliance, est l'expression couramment employée dans l'historiographie mésoaméricaniste pour désigner les territoires soumis au paiement d'un tribut régulier au huey tlatoani, le souverain aztèque. Il se réfère également à une alliance de trois cités-États de  Mésoamérique : Mexico-Tenochtitlan, capitale des Aztèques ; Texcoco, capitale des Acolhuas ; et Tlacopan, cité tépanèque.
L'alliance se forme en 1428 lorsque les Aztèques, sous la conduite de leur tlatoani Itzcoatl et de son principal conseiller et neveu Tlacaelel, se fédèrent et renversent la domination des Tépanèques d’Azcapotzalco (en). L’Empire aztèque, constitué d'un total de 38 provinces en 1519, à la veille de la conquête espagnole, va dominer la région du golfe du Mexique à l’océan Pacifique. Malgré la conception initiale de l'alliance comme une entente de trois cités-État autonomes, la cité aztèque de Tenochtitlan s'affirme rapidement comme principale capitale militaire et religieuse de l'Empire.
L'alliance a mené des guerres de conquête et s'est développée après sa formation. L'alliance contrôlait la majeure partie du centre du Mexique actuel à son apogée, ainsi que certains territoires plus éloignés de la Mésoamérique, comme la région de Xoconochco, une enclave aztèque près de l'actuelle frontière guatémaltèque. La domination aztèque a été décrite par les chercheurs comme « hégémonique » ou « indirecte ». Les Aztèques ont laissé au pouvoir les dirigeants des villes conquises à condition qu'ils acceptent de payer un tribut semestriel à l'alliance, ainsi que de fournir des forces militaires en cas de besoin pour les efforts de guerre aztèques. En retour, l’autorité impériale offrait protection et stabilité politique et facilitait la mise en place d’un réseau économique intégré de diverses terres et peuples dotés d’une autonomie locale significative.
La religion aztèque était un panthéisme moniste dans lequel le concept nahua de teotl était interprété comme le dieu suprême Ometeotl, ainsi qu'un panthéon diversifié de dieux inférieurs et de manifestations de la nature. La religion populaire avait tendance à embrasser les aspects mythologiques et polythéistes, et la religion d'État de l'empire soutenait à la fois le monisme des classes supérieures et les hétérodoxies populaires. L'empire reconnut même officiellement les plus grands cultes, de sorte que la divinité était représentée dans l'enceinte centrale du temple de la capitale Tenochtitlan. Le culte impérial était spécifiquement celui du dieu guerrier Huitzilopochtli. Les peuples étaient autorisés à conserver et à perpétuer librement leurs propres traditions religieuses dans les provinces conquises à condition d'y ajouter le dieu impérial Huitzilopochtli à leurs panthéons locaux.

## Étymologie et définitions
Le mot « Aztèque » est un terme d'origine mésoaméricaine, dérivé du nahuatl « azteca » (« ceux d'Aztlan »), et dont la définition actuelle, qui reste variable et controversée parmi les spécialistes de la Mésoamérique,, a commencé à être déterminée à l'époque coloniale du Mexique. Il est régulièrement utilisé pour désigner les Mexicas, ethnie partie du lieu mythologique d'Aztlan pour fonder Tenochtitlan. Il est habituellement élargie pour désigner le peuple de langue nahuatl du centre du Mexique, voir la Triple Alliance.
Par ailleurs, l’expression « empire aztèque » est aussi couramment employée pour désigner les territoires sous domination mexica, c’est-à-dire soumis au paiement d'un tribut régulier au dirigeant aztèque ; dans la langue utilisée par les Aztèques, le nahuatl, ces territoires étaient désignés par l'expression « mexica tlatocayotl » signifiant « soumis au pouvoir du tlatoani de Mexico ». Ce territoire partageant souvent des caractéristiques politiques, sociétales et culturelles très similaires voire identiques à celles des provinces tributaires de la Triple Alliance (du nahuatl « Excan Tlatoloyan », le « tribunal des trois sièges »), l’expression « empire aztèque » est également employée pour désigner ce plus ample territoire.

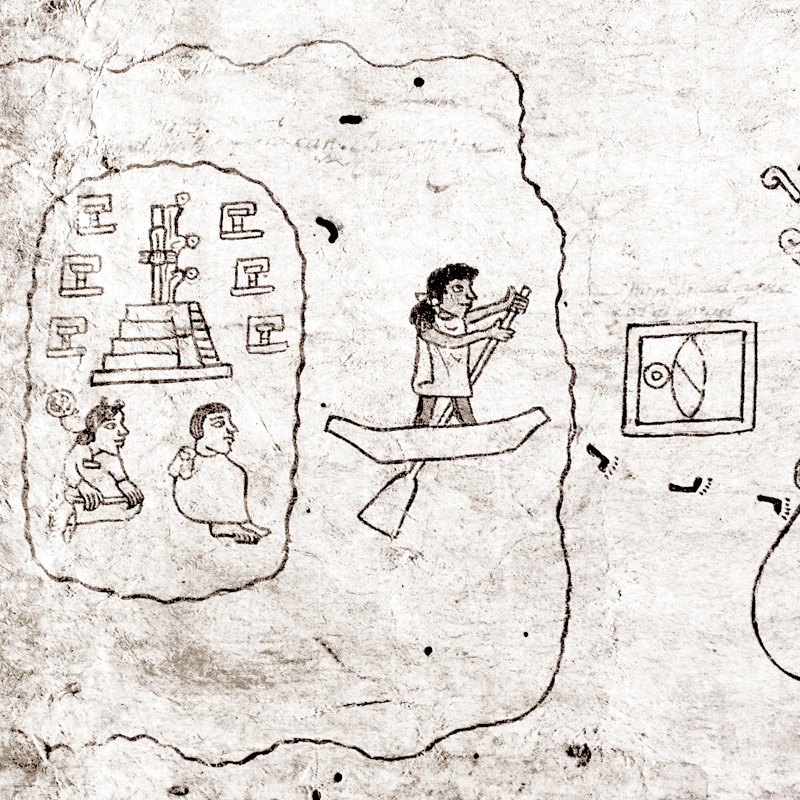
Première page du Codex Boturini, montrant la migration des Mexicas.

## Histoire

### Prémices
Les peuples nahuas descendent des Chichimèques, qui ont émigré vers le centre du Mexique depuis le nord (principalement concentrés autour des États actuels de Zacatecas, San Luis Potosí et Guanajuato) au début du XIIIe siècle. L'histoire migratoire des Aztèques est similaire à celle d'autres peuples du centre du Mexique, avec des sites, des individus et des événements surnaturels, rejoignant l'histoire terrestre et divine, alors qu'ils recherchaient une légitimité politique. Les codex pictographiques dans lesquels les Aztèques ont enregistré leur histoire disent que le lieu d'origine de l'empire s'appelait Aztlán. Les premiers migrants se sont installés dans le bassin du Mexique et les terres environnantes en établissant une série de cités-État indépendantes. Ces premières cités-État ou altepetl étaient dirigés par des chefs appelés tlahtohqueh (au singulier : tlatoāni). La plupart des colonies existantes avaient été établies par d'autres peuples autochtones avant la migration des Aztèques.
Ces premières cités-État ont mené diverses guerres à petite échelle les unes contre les autres, mais aucune ville individuelle n'a gagné en domination en raison de changements d'alliances. Les Aztèques furent les derniers migrants nahuas à arriver dans le centre du Mexique. Ils sont entrés dans le bassin du Mexique vers 1250 et, à cette époque, la plupart des bonnes terres agricoles avaient déjà été occupées. Les Aztèques ont persuadé le roi de Culhuacan, cité-état historiquement importante comme faisant partie des premières cités des Toltèques, de les faire s'installer dans un lopin de terre relativement stérile appelé Chapultepec ( Chapoltepēc, « dans la colline des sauterelles »). Les Aztèques servaient de guerriers pour Culhuacan.
Après que les Aztèques ont servi Culhuacan au combat, le dirigeant a nommé l'une de ses filles pour régner sur les Aztèques. Les récits mythologiques indigènes disent que les Aztèques l'ont plutôt sacrifiée en l'écorchant sur ordre de leur dieu Xipe Totec. Le dirigeant de Culhuacan utilisa alors son armée pour chasser les Aztèques. Ces derniers s'installent finalement sur une île au milieu du lac Texcoco où, selon la légende, un aigle dévorait un serpent, niché sur un cactus. Les Aztèques interprétèrent cela comme un signe de leurs dieux et fondèrent leur nouvelle ville Tenochtitlan sur cette île en 1325.

### Premiers conflits

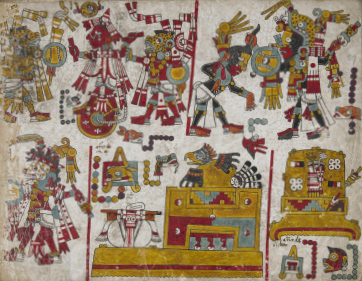
Guerriers jaguar dans une guerre fleurie du Codex Zouche-Nuttall.

Les Aztèques se sont imposés comme de féroces guerriers et ont pu s'affirmer comme une puissance militaire. L'importance des guerriers et la nature intégrale de la guerre dans la vie politique et religieuse aztèque ont contribué à les propulser comme puissance militaire dominante, jusqu'à l'arrivée des Espagnols en 1519.
La nouvelle cité-État mexicaine s'est alliée à la ville d'Azcapotzalco et a rendu hommage à son souverain Tezozomoc. Azcapotzalco a commencé à se développer en un petit empire tributaire avec l'aide des Aztèques. Le dirigeant aztèque n’était jusqu’alors pas reconnu comme roi légitime. Les chefs aztèques demandèrent avec succès à l'un des rois de Culhuacan de fournir une fille à épouser dans la lignée aztèque. Leur fils Acamapichtli fut intronisé comme premier tlatoani de Tenochtitlan en 1375.
Les Tépanèques d'Azcapotzalco ont étendu leur domination avec l'aide des Aztèques, tandis que la cité de Texcoco, capitale des Acolhuas, a gagné en puissance dans la partie orientale du bassin du lac. Finalement, la guerre éclata entre les deux cités et les Aztèques jouèrent un rôle essentiel dans la conquête de Texcoco. À ce moment-là, Tenochtitlan était devenue une ville majeure et fut récompensée pour sa loyauté envers les Tépanèques en recevant Texcoco comme province tributaire.
La guerre chez les Aztèques était marquée par l'accent mis sur la capture des ennemis plutôt que sur leur destruction, tant par la tactique que par les armes. La capture des ennemis était importante pour les rituels religieux et constituait un moyen par lequel les soldats pouvaient se distinguer pendant les campagnes militaires.

### Guerre contre les Tépanèques
En 1426, le roi Tépanèque Tezozomoc mourut,, et la crise de succession qui en résulta précipita une guerre civile entre successeurs potentiels . Les Aztèques ont soutenu l'héritier préféré de Tezozomoc, Tayatzin (en), qui a d'abord été intronisé roi. Mais son fils Maxtla usurpa bientôt le trône et se retourna contre les factions qui s'opposaient à lui, y compris le dirigeant aztèque Chimalpopoca. Ce dernier mourut peu de temps après, peut-être assassiné par Maxtla.
Le nouveau dirigeant aztèque Itzcoatl a continué à défier Maxtla, il a bloqué Tenochtitlan et exigé une augmentation des tributs. Maxtla s'est également retourné contre les Acolhuas et le roi de Texcoco Nezahualcoyotl s'est enfui en exil. Nezahualcoyotl recruta l'aide militaire du roi de Huexotzinco et les Aztèques obtinrent le soutien d'une cité tépanèque dissidente appelée Tlacopan. En 1427, Tenochtitlan, Texcoco, Tlacopan et Huexotzinco entrent en guerre contre Azcapotzalco et en sortent victorieux en 1428.
Après la guerre, Huexotzinco se retira et, en 1430, les trois villes restantes formèrent un traité désormais connu sous le nom de Triple Alliance . Les terres tépanèques furent partagées entre les trois villes, dont les dirigeants acceptèrent de coopérer dans les futures guerres de conquête. Les terres acquises grâce à ces conquêtes devaient être détenues ensemble par les trois villes. Un tribut fut divisé afin que deux rois de l'alliance aillent à Tenochtitlan et Texcoco et un à Tlacopan. Les trois rois prirent tour à tour le titre de « huetlatoani » (« ancien orateur », souvent traduit par « empereur »). Chacun détenait temporairement une position au-dessus des dirigeants des autres cités-États (« tlatoani ») dans ce rôle.
Au cours des 100 années suivantes, la Triple Alliance de Tenochtitlan, Texcoco et Tlacopan domina la vallée de Mexico et étendit son pouvoir jusqu'aux rives du golfe du Mexique et du Pacifique. Tenochtitlan devint progressivement la puissance dominante de l'alliance. Deux des principaux architectes de cette alliance étaient les demi-frères et neveux d'Itzcoatl, Moctezuma et Tlacaelel. Moctezuma a finalement succédé à Itzcoatl en tant que souverain aztèque en 1440. Tlacaelel occupait le titre nouvellement créé de « Cihuacoatl », équivalent à « conseiller suprême »,.

### Réformes impériales
Peu de temps après la formation de la Triple Alliance, Itzcoatl et Tlacopan lancèrent des réformes radicales de l'État et de la religion aztèques. Il a été allégué que Tlacaelel avait ordonné l'incendie de certains ou de la plupart des livres aztèques existants, affirmant qu'ils contenaient des mensonges et qu'il n'était « pas sage que tout le monde connaisse ces descriptions ». S’il avait ordonné des autodafés de livres, cela aurait été essentiellement limité aux documents contenant de la propagande politique des régimes précédents. Il réécrit par la suite l'histoire des Aztèques, plaçant naturellement les mexicas dans un rôle plus central[réf. nécessaire].
Après que Moctezuma Ier succéda à Itzcoatl en tant qu'empereur aztèque, d'autres réformes furent lancées pour maintenir le contrôle sur les villes conquises. Les rois peu coopératifs ont été remplacés par des dirigeants fantoches fidèles aux Aztèques. Un nouveau système de tribut impérial établi des collecteurs de tributs aztèques qui taxaient directement la population, contournant l'autorité des dynasties locales. Nezahualcoyotl a également institué une politique dans les terres acolhuas consistant à accorder aux rois sujets des propriétés tributaires dans des terres éloignées de leurs capitales. Cela a été fait pour créer une incitation à la coopération avec l'empire ; si le roi d'une ville se révoltait, il perdait le tribut qu'il recevait de l'étranger. Certains rois rebelles furent remplacés par calpixqueh ou nommés gouverneurs plutôt que dirigeants dynastiques.
Moctezuma a publié de nouvelles lois séparant les nobles des roturiers et instituant la peine de mort pour l'adultère et d'autres délits. Une école à surveillance religieuse fut construite dans chaque quartier par décret royal . Les quartiers les plus pauvres avaient une école appelée « telpochcalli » où ils recevaient une instruction religieuse et une formation militaire. Un deuxième type d'école, plus prestigieux, appelé « calmecac », servait à instruire la noblesse, ainsi que les roturiers de haut rang cherchant à devenir prêtres ou artisans. Moctezuma a également créé un nouveau titre appelé « quauhpilli » qui pourrait être conféré aux roturiers . Ce titre était une forme de petite noblesse non héréditaire décernée pour un service militaire ou civil exceptionnel. Les roturiers qui recevaient ce titre se mariaient rarement dans des familles royales et devenaient rois.
L'un des éléments de cette réforme était la création d'une institution de guerre réglementée appelée la guerre fleurie. La guerre mésoaméricaine dans son ensemble se caractérise par une forte préférence pour la capture de prisonniers vivants plutôt que pour le massacre de l'ennemi sur le champ de bataille. Les guerres fleuries sont une puissante manifestation de cette approche de la guerre. Ces guerres hautement ritualisées assuraient un approvisionnement constant de guerriers aztèques expérimentés ainsi que de guerriers ennemis capturés pour les sacrifier aux dieux. Les guerres fleuries étaient organisées à l'avance par les responsables des deux camps et menées spécifiquement dans le but que chaque cité collecte des prisonniers pour les sacrifier,. Les récits historiques autochtones disent que ces guerres ont été déclenchées par Tlacaelel comme moyen d'apaiser les dieux en réponse à une sécheresse massive qui a frappé le bassin du Mexique de 1450 à 1454. Les guerres fleuries étaient principalement menées entre l'Empire aztèque et les villes voisines de leur ennemi juré, Tlaxcala.

### Premières années d'expansion

Carte de l'expansion de l'Empire aztèque, montrant les zones conquises par les différents empereurs.

Après la défaite des Tépanèques, Itzcoatl et Nezahualcoyotl consolidèrent leur pouvoir dans le bassin du Mexique et commencèrent à s'étendre au-delà de ses frontières. Les premières cibles de l'expansion impériale furent Coyoacan dans le bassin du Mexique et Cuauhnahuac et Huaxtepec dans l'État mexicain moderne de Morelos. Ces conquêtes ont fourni au nouvel empire un afflux important de tributs, notamment de produits agricoles.
Itzcoatl mourut et Moctezuma Ier fut intronisé en tant que nouvel empereur aztèque. L'expansion de l'empire fut brièvement stoppée par une sécheresse majeure de quatre ans qui frappa le bassin du Mexique en 1450, et plusieurs villes de Morelos durent être reconquises une fois la sécheresse apaisée. Moctezuma et Nezahualcoyotl ont continué à étendre leur empire à l'est vers le golfe du Mexique et au sud jusqu'à Oaxaca. En 1469, Moctezuma Ier mourut et le petit-fils d'Itzcoatl, Axayacatl, lui succéda. La majeure partie des douze années de règne d'Axayacatl fut consacrée à consolider le territoire acquis sous son prédécesseur. Moctezuma et Nezahualcoyotl avaient étendu leur empire rapidement et de nombreuses provinces se sont rebellées.
De plus, alors que l'Empire aztèque s'étendait et consolidait son pouvoir, le royaume purépecha se développait de la même manière à l'Ouest du Mexique actuel. En 1455, les Purépechas, sous leur roi Tzitzipandaquare, avaient envahi la vallée de Toluca, revendiquant des terres précédemment conquises par Moctezuma et Itzcoatl. En 1472, Axayacatl reconquit la région et la défendit avec succès contre les tentatives des Purépechas de la reprendre. En 1479, Axayacatl lança une invasion majeure du royaume purépecha avec 32 000 soldats aztèques . L'armée purépecha les rencontra juste de l'autre côté de la frontière avec 50 000 soldats et remporta une victoire éclatante, tuant ou capturant plus de 90 % de l'armée aztèque. Axayacatl lui-même fut blessé dans la bataille, se retira à Tenochtitlan et n'engagea plus jamais les Purépechas dans une bataille.
En 1472, Nezahualcoyotl mourut et son fils Nezahualpilli fut intronisé comme le nouveau tlatoani de Texcoco. Cela fut suivi par la mort d'Axayacatl en 1481 . Axayacatl fut remplacé par son frère Tizoc. Le règne de Tizoc fut bref. Il s’est avéré inefficace et n’a pas étendu l’empire de manière significative. Tizoc a probablement été assassiné par ses propres nobles cinq ans après le début de son règne, apparemment en raison de son incompétence.

### Dernières années d'expansion

Carte de l'étendue maximale de l'Empire aztèque à l'arrivée des Espagnols en 1519.

Tizoc fut remplacé par son frère Ahuitzotl en 1486. Comme ses prédécesseurs, la première partie du règne d'Ahuitzotl fut consacrée à la répression des rébellions qui étaient monnaie courante en raison de la nature indirecte de la domination aztèque . Ahuitzotl entame alors une nouvelle vague de conquêtes incluant la vallée d'Oaxaca et la côte de Soconusco. Ahuitzotl conquis la ville frontalière d'Otzoma et transformé la ville en un avant-poste militaire en raison de l'augmentation des escarmouches frontalières avec les Purépechas. La population d'Otzoma a été soit tuée, soit dispersée au cours du processus. Les Purépechas ont ensuite établi des forteresses à proximité pour se protéger contre l'expansion aztèque. Ahuitzotl a répondu en s'étendant plus à l'ouest jusqu'à la côte Pacifique du Guerrero.
Sous le règne d'Ahuitzotl, les Aztèques constituaient la faction la plus grande et la plus puissante de la Triple Alliance. S'appuyant sur le prestige que les Aztèques avaient acquis au cours des conquêtes, Ahuitzotl commença à utiliser le titre de « huehuetlatoani » (« le plus ancien orateur ») pour se distinguer des dirigeants de Texcoco et de Tlacopan . Techniquement, l’alliance dirigeait toujours l’empire. Mais l'empereur aztèque assumait désormais une ancienneté nominale, sinon réelle.
Ahuitzotl fut remplacé par son neveu Moctezuma II en 1502. Moctezuma a passé la majeure partie de son règne à consolider son pouvoir sur les terres conquises par ses prédécesseurs . En 1515, les armées aztèques commandées par le général tlaxcaltèque Tlahuicole envahirent à nouveau le royaume purépecha. L'armée aztèque n'a réussi à s'emparer d'aucun territoire et s'est principalement limitée à des raids. Les Purépechas les vainquirent et l'armée se retira.
Moctezuma II a institué davantage de réformes impériales . La mort de Nezahualcoyotl a fait que les empereurs aztèques sont devenus de facto les dirigeants de l'alliance. Moctezuma utilisa son règne pour tenter de consolider plus étroitement le pouvoir entre les mains de l'empereur aztèque. Il destitua de nombreux conseillers d'Ahuitzotl et fit exécuter plusieurs d'entre eux. Il a également aboli la classe quauhpilli, détruisant la chance des roturiers d’accéder à la noblesse. Ses efforts de réforme furent interrompus par la conquête espagnole en 1519.

### Conquête espagnole

Le bassin de Mexico à l'époque de la conquête espagnole.

Le chef de l'expédition espagnole Hernán Cortés débarqua au Yucatán en 1519 avec environ 630 hommes (les conquistadores). Cortés avait en fait été démis de ses fonctions de commandant de l'expédition par le gouverneur de Cuba Diego Velásquez, mais avait volé les bateaux et était parti sans autorisation. Sur l'île de Cozumel, Cortés rencontra un Espagnol naufragé nommé Gerónimo de Aguilar qui rejoignit l'expédition et traduisit les échanges des conquistadores avec les indigènes, entre l'espagnol et le maya. L'expédition a ensuite navigué vers l'ouest jusqu'à Campeche, où, après une brève bataille avec l'armée locale, Cortés a pu négocier la paix par l'intermédiaire de son interprète Aguilar. Le roi de Campeche a donné à Cortés une deuxième traductrice, une esclave bilingue nahua-maya nommée la Malinche. Aguilar a traduit de l'espagnol vers le maya et la Malinche du maya vers le nahuatl. La Malinche est devenue la traductrice de Cortés pour la langue et la culture une fois qu'elle a appris l'espagnol, et elle a été une figure clé dans les interactions avec les dirigeants nahuas.
Cortés a ensuite navigué de Campeche à Cempoala, une province tributaire de la Triple Alliance. A proximité, il fonda la ville de Veracruz où il rencontra les ambassadeurs de l'empereur aztèque régnant Moctezuma II. Lorsque les ambassadeurs retournèrent à Tenochtitlan, Cortés se rendit à Cempoala pour rencontrer les dirigeants totonaques locaux. Le dirigeant totonaque fit part à Cortés de ses divers griefs contre les Aztèques, et Cortés convainquit les Totonaques d'emprisonner un collectionneur d'hommages impériaux. Cortés a ensuite libéré le collectionneur d'hommages après l'avoir persuadé que le déménagement était entièrement l'idée des Totonaques et qu'il n'en avait aucune connaissance. Les Totonaques ont fourni à Cortés 20 compagnies de soldats pour sa marche vers Tlaxcala, après avoir effectivement déclaré la guerre aux Aztèques. A cette époque, plusieurs soldats de Cortés tentèrent de se mutiner. Lorsque Cortés découvrit le complot, il fit saborder ses navires et les coula dans le port pour supprimer toute possibilité de fuite vers Cuba.

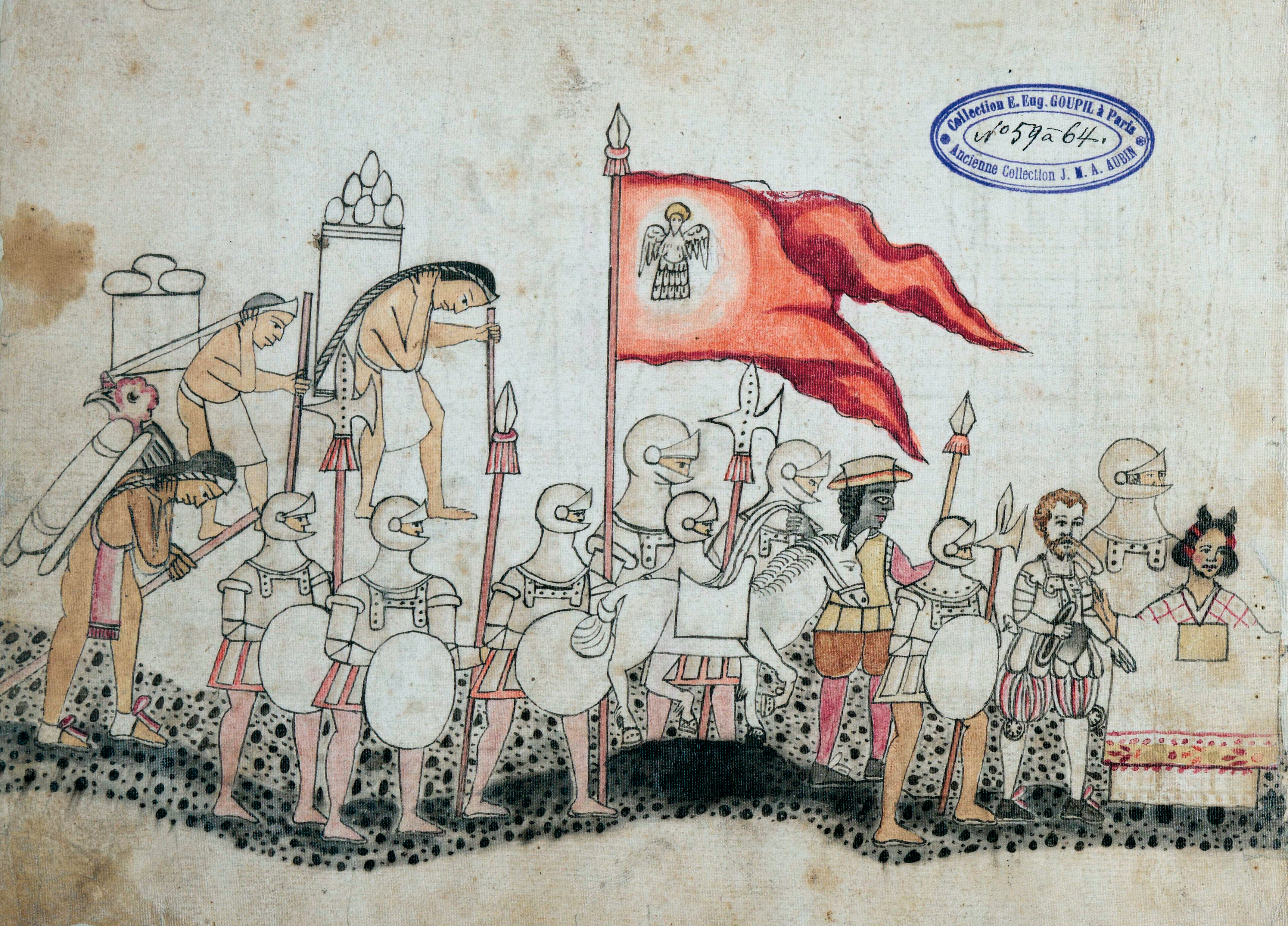
Codex Azcatitlan représentant l'armée espagnole, avec Cortés et la Malinche à l'avant.

L'armée totonaque dirigée par les Espagnols est entrée à Tlaxcala pour rechercher l'alliance de cette dernière contre les Aztèques. Cependant, le général tlaxcaltèque Xicotencatl les croyait hostiles et les attaqua. Après avoir mené plusieurs batailles serrées, Cortés finit par convaincre les dirigeants de Tlaxcala d'ordonner à leur général de se retirer. Cortés a ensuite conclu une alliance avec les habitants de Tlaxcala et s'est rendu de là vers le bassin du Mexique avec une petite compagnie de 5 000 à 6 000 Tlaxcaltèques et 400 Totonaques en plus des soldats espagnols. Lors de son séjour dans la ville de Cholula, Cortés affirme avoir été informé d'une embuscade prévue contre les Espagnols. Dans une réponse préventive, Cortés ordonna à ses troupes d'attaquer et de tuer un grand nombre de Cholultèques non armés rassemblés sur la place principale de la ville.
Après le massacre de Cholula, Cortés et les autres Espagnols entrèrent à Tenochtitlan, où ils furent accueillis en tant qu'invités et hébergés dans le palais de l'ancien empereur Axayacatl. Après être restés dans la ville pendant six semaines, deux Espagnols du groupe resté à Veracruz ont été tués lors d'une altercation avec un seigneur aztèque nommé Quetzalpopoca. Cortés utilisa cet incident comme excuse pour faire prisonnier Motecuzoma sous la menace de la force. Motecuzoma a continué à diriger le royaume en tant que prisonnier de Cortés pendant plusieurs mois. Une deuxième expédition espagnole, plus importante, arriva alors en 1520 sous le commandement de Pánfilo de Narváez envoyé par Diego Velásquez dans le but d'arrêter Cortés pour trahison. Avant d'affronter Narváez, Cortés persuada secrètement les lieutenants de Narváez de le trahir et de le rejoindre.
Cortés était absent de Tenochtitlan pour s'occuper de Narváez, tandis que son commandant en second, Pedro de Alvarado, massacra un groupe de nobles aztèques, en réponse à un rituel de sacrifice humain honorant Huitzilopochtli. Les Aztèques ripostèrent en attaquant le palais où étaient cantonnés les Espagnols. Cortés retourna à Tenochtitlan et se fraya un chemin jusqu'au palais. Il emmena ensuite Motecuzoma sur le toit du palais pour demander à ses sujets de se retirer. Cependant, à ce moment là, le conseil dirigeant de Tenochtitlan avait voté la destitution de Motecuzoma et avait élu son frère Cuitlahuac comme nouvel empereur. L'un des soldats aztèques frappa Motecuzoma à la tête avec une fronde et il décéda quelques jours plus tard, bien que les circonstances exactes de sa mort ne soient pas claires.

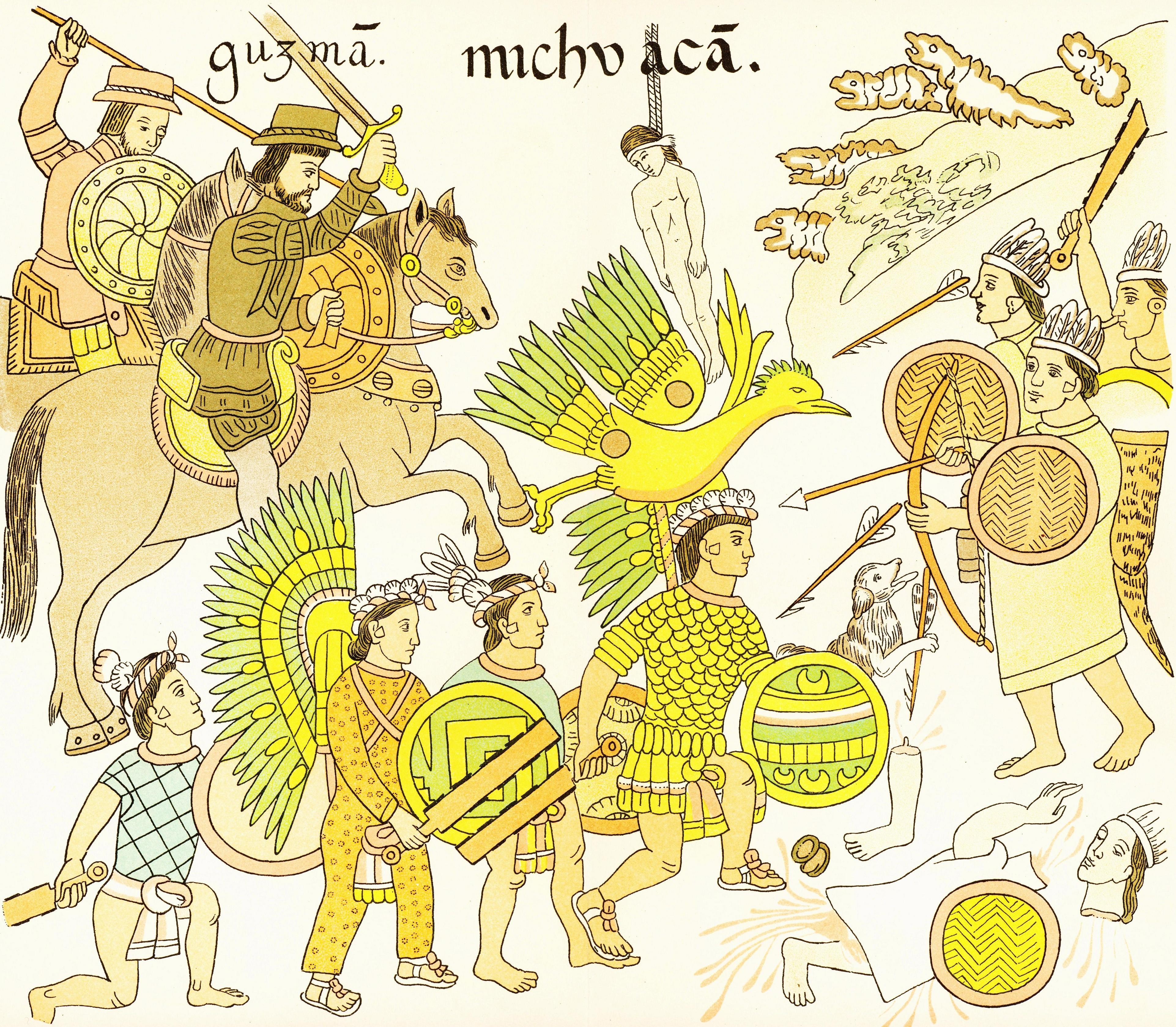
Cristóbal de Olid a dirigé les soldats espagnols avec les alliés de Tlaxcalan dans les conquêtes de Jalisco et de Colima dans l'ouest du Mexique.

Les Espagnols et leurs alliés ont tenté de battre en retraite en secret lors de la Noche Triste, réalisant qu'ils étaient vulnérables face aux Aztèques hostiles de Tenochtitlan après la mort de Moctezuma. Les Espagnols et leurs alliés autochtones furent découverts en train de fuir clandestinement et ont ensuite été contraints de se frayer un chemin hors de la ville avec de lourdes pertes en vies humaines. Certains Espagnols ont perdu la vie par noyade, chargés d'or. Ils se retirèrent à Tlacopan puis se dirigèrent vers Tlaxcala où ils récupérèrent et se préparèrent pour le deuxième assaut (cette fois réussi) sur Tenochtitlan. Après cet incident, une épidémie de variole frappa Tenochtitlan. L'épidémie à elle seule tua plus de 50 % de la population de la région, y compris l'empereur Cuitláhuac, car les indigènes du Nouveau Monde n'avaient jusqu'alors jamais été exposés à la variole. Le nouvel empereur Cuauhtémoc s'occupa de l'épidémie, tandis que Cortés leva une armée de Tlaxcaltèques, Texcocans, Totonaques et d'autres mécontents de la domination aztèque. Cortés retourna vers le bassin du Mexique avec une armée combinée pouvant compter jusqu'à 100 000 guerriers. L’écrasante majorité des guerriers étaient indigènes plutôt qu’espagnols. Cortés captura diverses cités-État indigènes ou altepetl autour des rives du lac et des montagnes environnantes au cours de nombreuses batailles et escarmouches ultérieures, y compris les autres capitales de la Triple Alliance, Tlacopan et Texcoco. Texcoco était en réalité déjà devenu un allié solide des Espagnols et la cité-État a ensuite adressé une pétition à la couronne espagnole pour qu'elle reconnaisse ses services dans la conquête, similaire à celle de Tlaxcala.
Cortés a ensuite utilisé des bateaux construits à Texcoco à partir de pièces récupérées des navires sabordés pour bloquer et assiéger Tenochtitlan pendant une période de plusieurs mois. Finalement, l'armée dirigée par les Espagnols a attaqué la ville à la fois par bateau et en utilisant les chaussées surélevées la reliant au continent. Les assaillants subirent de lourdes pertes, même si les Aztèques furent finalement vaincus. La ville de Tenochtitlan fut entièrement détruite au cours du processus. Cuauhtémoc a été capturé alors qu'il tentait de fuir la ville. Cortés le garda prisonnier et le tortura pendant plusieurs années avant de finalement l'exécuter en 1525.

## Gouvernement

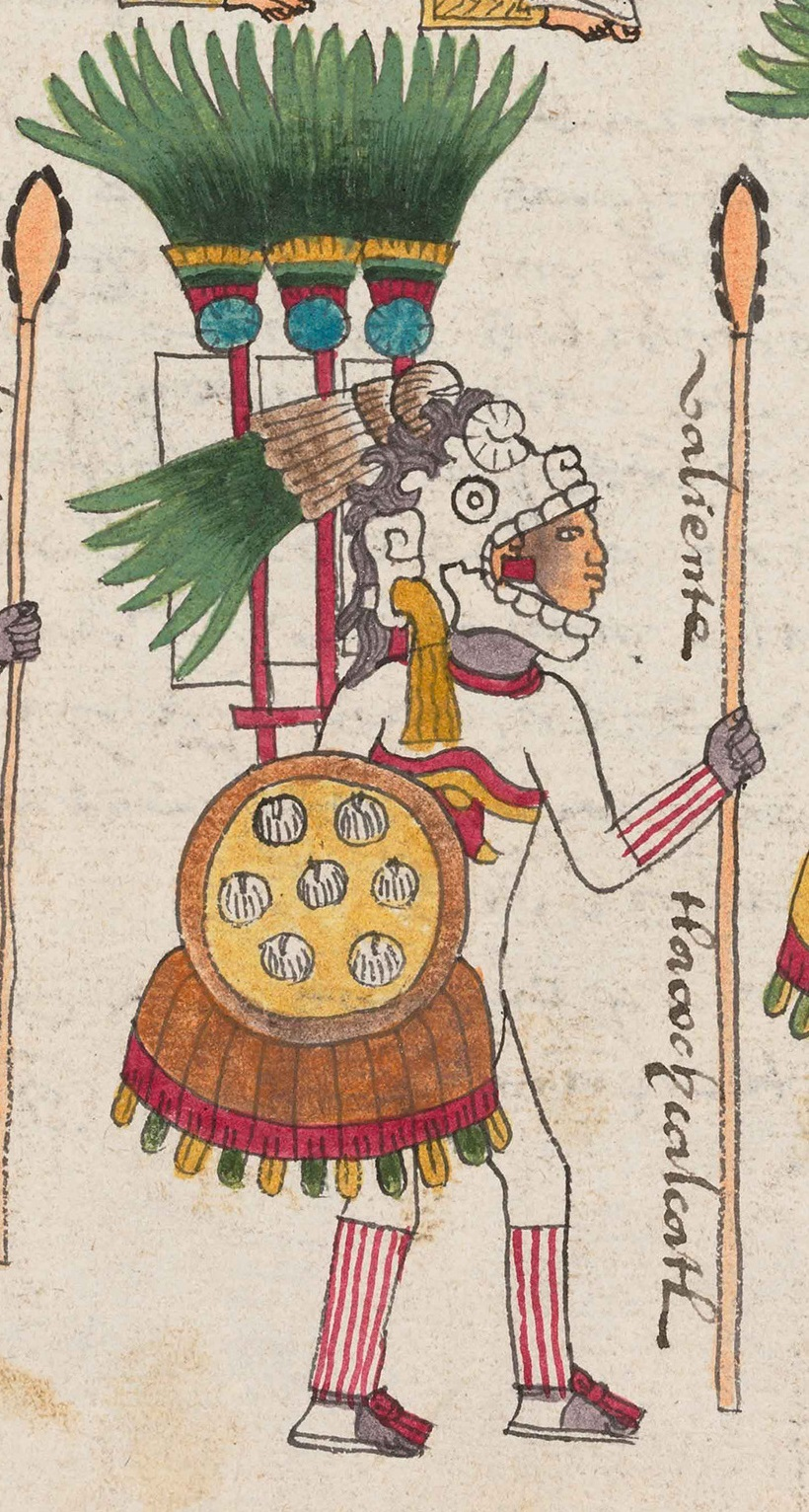
Un tlacochcalcatl illustré dans le Codex Mendoza. Tenochtitlan a maintenu les cités-État menacées de facto par la seule force militaire brute.

L'Empire aztèque est un exemple d'empire gouverné par des moyens indirects. Il était très diversifié sur le plan ethnique, comme la plupart des empires européens, mais il s'agissait davantage d'un système de tributs que d'une forme de gouvernement unitaire, contrairement à ces derniers. Dans le cadre théorique des systèmes impériaux proposé par l'historien américain Alexander Motyl, l'empire aztèque était un type d'empire informel dans la mesure où l'Alliance ne revendiquait pas l'autorité suprême sur ses provinces tributaires. Elle se contentait d'attendre le paiement des tributs. L'empire était également discontinu sur le plan territorial, c'est-à-dire que les terres ne reliaient pas tous les territoires dominés. Par exemple, les zones périphériques méridionales de Xoconochco n'étaient pas en contact immédiat avec la partie centrale de l'empire. La nature hégémonique de l'Empire aztèque se manifeste par le fait que les dirigeants locaux étaient généralement rétablis dans leurs fonctions après la conquête de leur cité-État, et que les Aztèques n'intervenaient pas dans les affaires locales tant que le tribut était payé.
La forme de gouvernement est souvent qualifiée d'empire, mais la plupart des régions de la  Triple Alliance étaient en fait organisées en cités-État (appelées individuellement altepetl en nahuatl, la langue des Aztèques, pluriel : altepeme). Il s'agissait de petites entités dirigées par un roi ou un tlatoani (littéralement « orateur », pluriel : tlatoque) issu d'une dynastie aristocratique. Le début de la période aztèque est une période de croissance et de concurrence entre les altepeme. Après la formation de l'empire par les Nahuas en 1428 et le début de son programme d'expansion par la conquête, l'altepetl est resté la forme dominante d'organisation au niveau local. Le rôle efficace de l'altepetl en tant qu'unité politique régionale a largement contribué au succès de la forme de contrôle hégémonique de l'empire.

### Administration centrale

Situation de l'Empire aztèque au sein de la Mésoamérique en 1519.

Avant le règne de Nezahualcoyotl (1429-1472), l'Empire aztèque fonctionnait comme une confédération selon les principes mésoaméricains traditionnels. Les altepeme indépendants étaient dirigés par des tlatoques, qui supervisaient les chefs de village, lesquels supervisaient à leur tour des groupes de foyers. Une confédération mésoaméricaine typique plaçait un Huey Tlatoani (littéralement « grand orateur ») à la tête de plusieurs tlatoque. Après Nezahualcoyotl, l'Empire aztèque a suivi une voie quelque peu divergente, certains tlatoani d'altepetl récemment conquis ou autrement subordonnés étant remplacés par des intendants calpixque chargés de collecter le tribut au nom du Huetlatoani, plutôt que de remplacer simplement un ancien tlatoani par de nouveaux issus de la même noblesse locale.
Cependant, le Huey tlatoani ne représentait pas seulement le pouvoir exécutif. C'est à lui qu'incombait la responsabilité des questions extérieures de l'empire ; la gestion du tribut, la guerre, la diplomatie et l'expansion étaient toutes du ressort du Huey tlatoani. Le rôle du Cihuacoatl était de gouverner une ville donnée. Le Cihuacoatl était toujours un proche parent du Huey tlatoani ; Tlacaelel, par exemple, était le frère de Moctezuma Ier. Le titre de Cihuacoatl, qui signifie « femme serpent » (c'est le nom d'une divinité nahua : Cihuacoatl), et le rôle de la fonction, quelque peu analogue à celui d'un vice-roi ou d'un premier ministre, reflètent la nature dualiste de la cosmologie nahua. Ni le poste de Cihuacoatl ni celui de Huetlatoani n'étaient religieux, mais ils avaient tous deux d'importantes tâches rituelles. Celles du premier étaient associées à la saison humide « féminine », celles du second à la saison sèche « masculine ». Si le poste de Cihuacoatl est le mieux attesté à Tenochtitlan, on sait qu'il existait également à l'altepetl voisin d'Azcapotzalco, à Culhuacan et à Texcoco, allié de Tenochtitlan. Malgré le statut apparemment inférieur de cette fonction, un Cihuacoatl pouvait s'avérer à la fois influent et puissant, comme dans le cas de Tlacaelel,.
Au début de l'histoire de l'empire, Tenochtitlan avait mis en place un conseil militaire et consultatif composé de quatre membres qui aidaient le Huey Tlatoani à prendre ses décisions : le tlacochcalcatl, le tlaccatecatl, l'ezhuahuacatl et le tlillancalqui. Cette conception n'a pas seulement permis de conseiller le souverain, elle a également servi à contenir l'ambition de la noblesse, puisque le Huey Tlatoani ne pouvait désormais être choisi qu'au sein du conseil. En outre, les actions de l'un des membres du Conseil pouvaient facilement être bloquées par les trois autres, ce qui constituait un système simple de contrôle de l'ambition des hauts fonctionnaires. Ces quatre membres du Conseil étaient également des généraux, membres de diverses sociétés militaires. Les rangs des membres n'étaient pas égaux, le tlacochcalcatl et le tlaccatecatl ayant un statut plus élevé que les autres. Ces deux conseillers étaient membres des deux sociétés militaires les plus prestigieuses, les cuauhchique (« les tondus ») et les otontin ( « les Otomies (en) »),. Les tetecuhtin, les parents de l'ancien Huey tlatoani, choisiront le prochain Huey tlatoani parmi les quatre membres du conseil.

### Administration provinciale

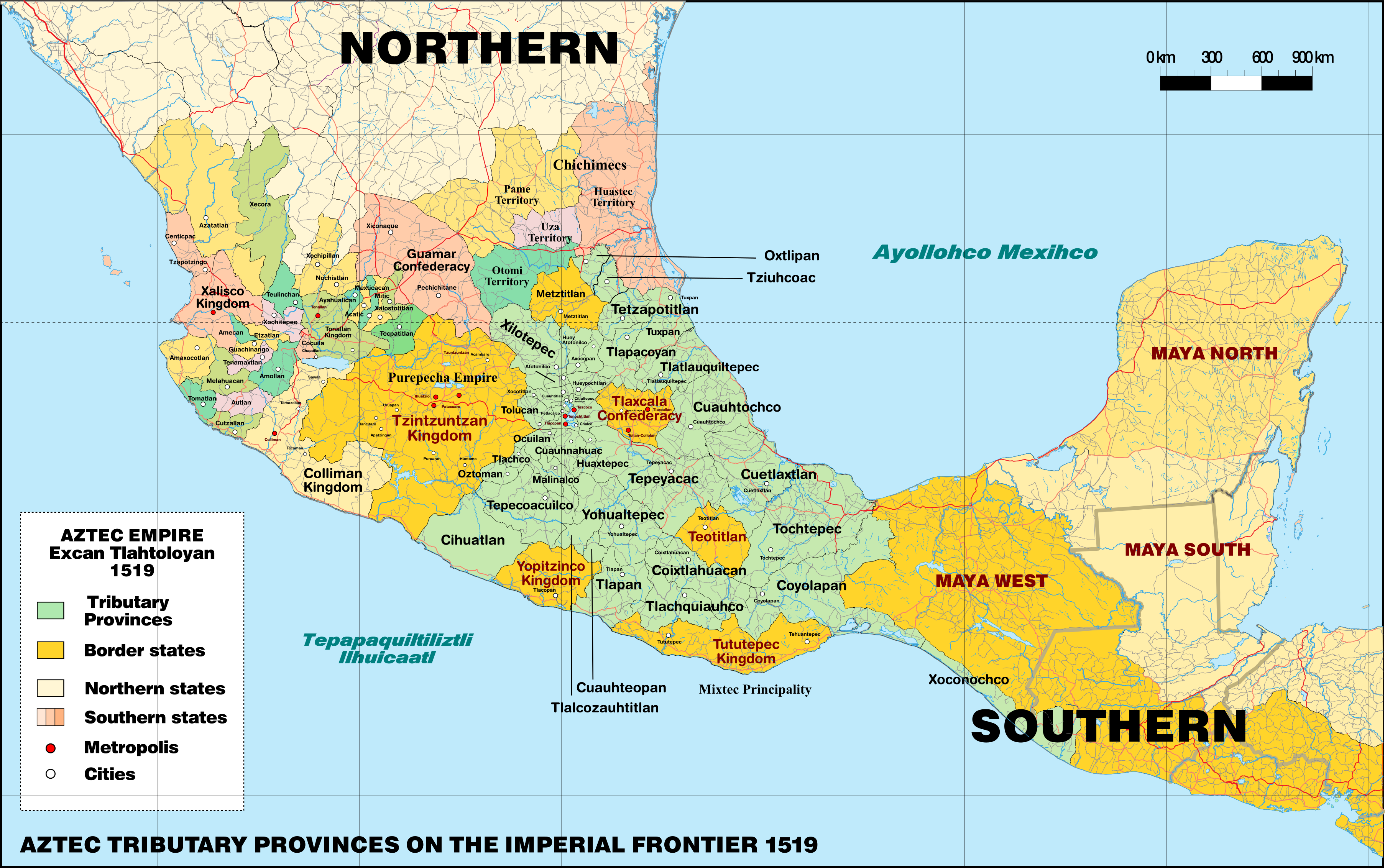
Organisation territoriale de l'Empire aztèque et des autres royaumes mésoaméricains en 1519.

Traditionnellement, les provinces et les altepetl étaient gouvernés par des tlatoani héréditaires. Au fur et à mesure que l'empire s'est développé, le système a évolué et certains tlatoani ont été remplacés par d'autres fonctionnaires. Ces derniers disposaient d'une autorité similaire à celle des tlatoani. Des intendants directement nommés (singulier calpixqui, pluriel calpixque) étaient parfois imposés aux altepetl au lieu de sélectionner des nobles provinciaux pour occuper le même poste de tlatoani. À l'apogée de l'empire, l'organisation de l'État en provinces tributaires et stratégiques a permis d'élaborer ce système. Les 38 provinces tributaires étaient placées sous la supervision de grands intendants, ou huecalpixque, dont l'autorité s'étendait sur les calpixque de rang inférieur. Ces derniers étaient essentiellement des gestionnaires du système de tribut provincial qui était supervisé et coordonné dans la capitale suprême de Tenochtitlan, non pas par le huetlatoani, mais plutôt par un poste distinct : le petlacalcatl. Lorsqu'un altepetl récemment conquis était considéré comme particulièrement rétif, les Nahuas plaçaient un gouverneur militaire, ou cuauhtlatoani, à la tête de la supervision provinciale. Sous son règne, Moctezuma Ier a élaboré le système des calpixques, deux calpixques étant affectés à chaque province tributaire. La province elle-même en plaçait un, peut-être pour superviser la collecte du tribut, et l'autre à Tenochtitlan, peut-être pour superviser l'entreposage du tribut. Les roturiers prélevaient le tribut, le macehualtin, et le distribuaient aux nobles, qu'il s'agisse de rois (tlatoque), de souverains de moindre importance (teteuctin) ou de nobles provinciaux (pipiltin).
Les Nahuas supervisaient la collecte du tribut par les fonctionnaires susmentionnés et s'appuyaient sur le pouvoir coercitif de l'armée aztèque, mais aussi sur la coopération des pipiltin (la noblesse locale qui était elle-même exemptée et bénéficiaire du tribut) et de la classe héréditaire des marchands connus sous le nom de pochteca. Ces pochteca avaient différents grades qui leur conféraient certains droits commerciaux et n'étaient donc pas nécessairement des pipiltin, mais ils ont néanmoins joué un rôle important dans la croissance et l'administration du système tributaire aztèque. Les pochteca ont fortement lié leur pouvoir, politique et économique, au pouvoir politique et militaire de la noblesse et de l'État aztèque. En plus de servir de diplomates (teucnenenque, ou « voyageurs du seigneur ») et d'espions en prélude à une conquête, les pochteca de haut rang servaient également de juges sur les places de marché et constituaient, dans une certaine mesure, des groupes corporatifs autonomes, ayant des fonctions administratives au sein de leur propre domaine,.

## Religion et mythologie

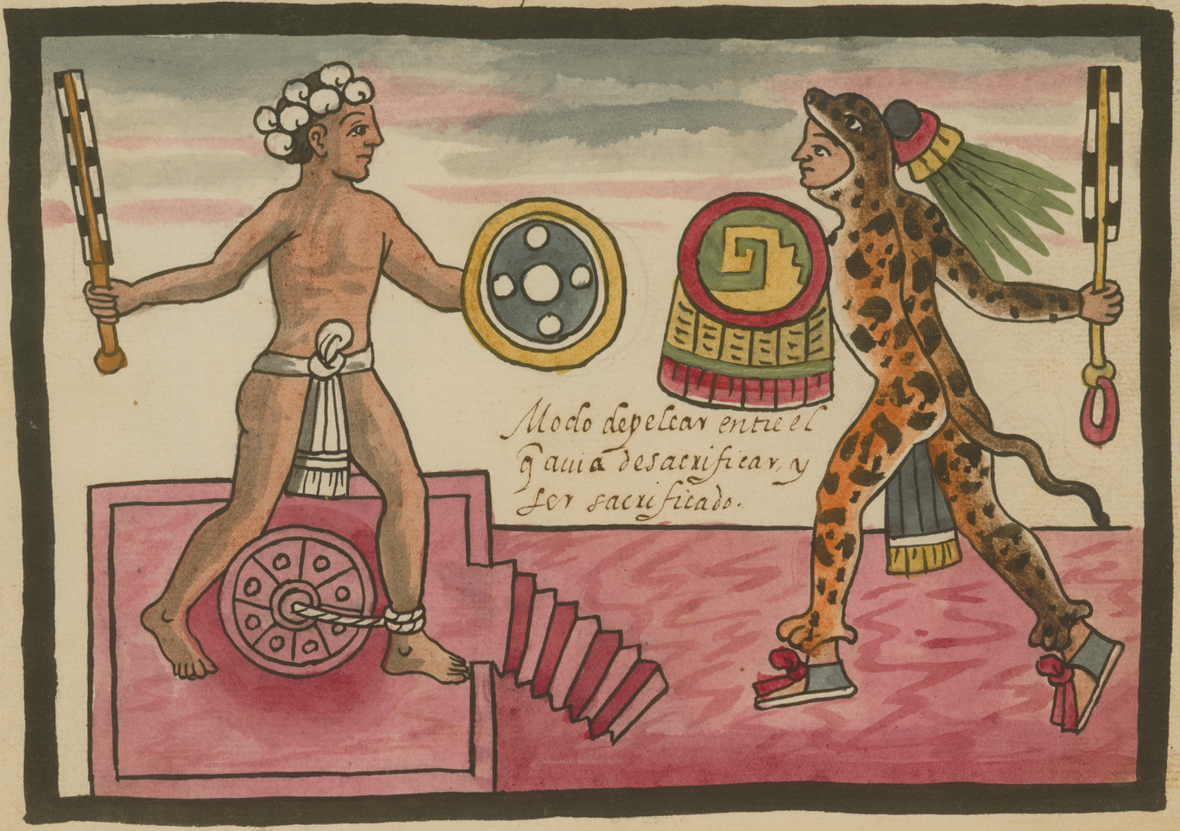
Illustration du Codex Tovar dépeingnant une scène du rite de sacrifice gladiatorial, célébré lors de la fête de Tlacaxipehualiztli.

La métaphysique nahua est centrée sur le teotl, « un pouvoir, une énergie ou une force sacrée unique, dynamique, vivifiante, éternellement auto-génératrice et auto-régénératrice », conceptualisé dans une sorte de panthéisme moniste tel qu'il se manifeste dans le dieu suprême Ometeotl, ainsi qu'un vaste panthéon de dieux mineurs et d'idéalisations de phénomènes naturels tels que les étoiles et le feu. Les prêtres et les classes supérieures éduquées avaient des vues plus monistes, tandis que la religion populaire des personnes non éduquées avait tendance à embrasser les aspects polythéistes et mythologiques.

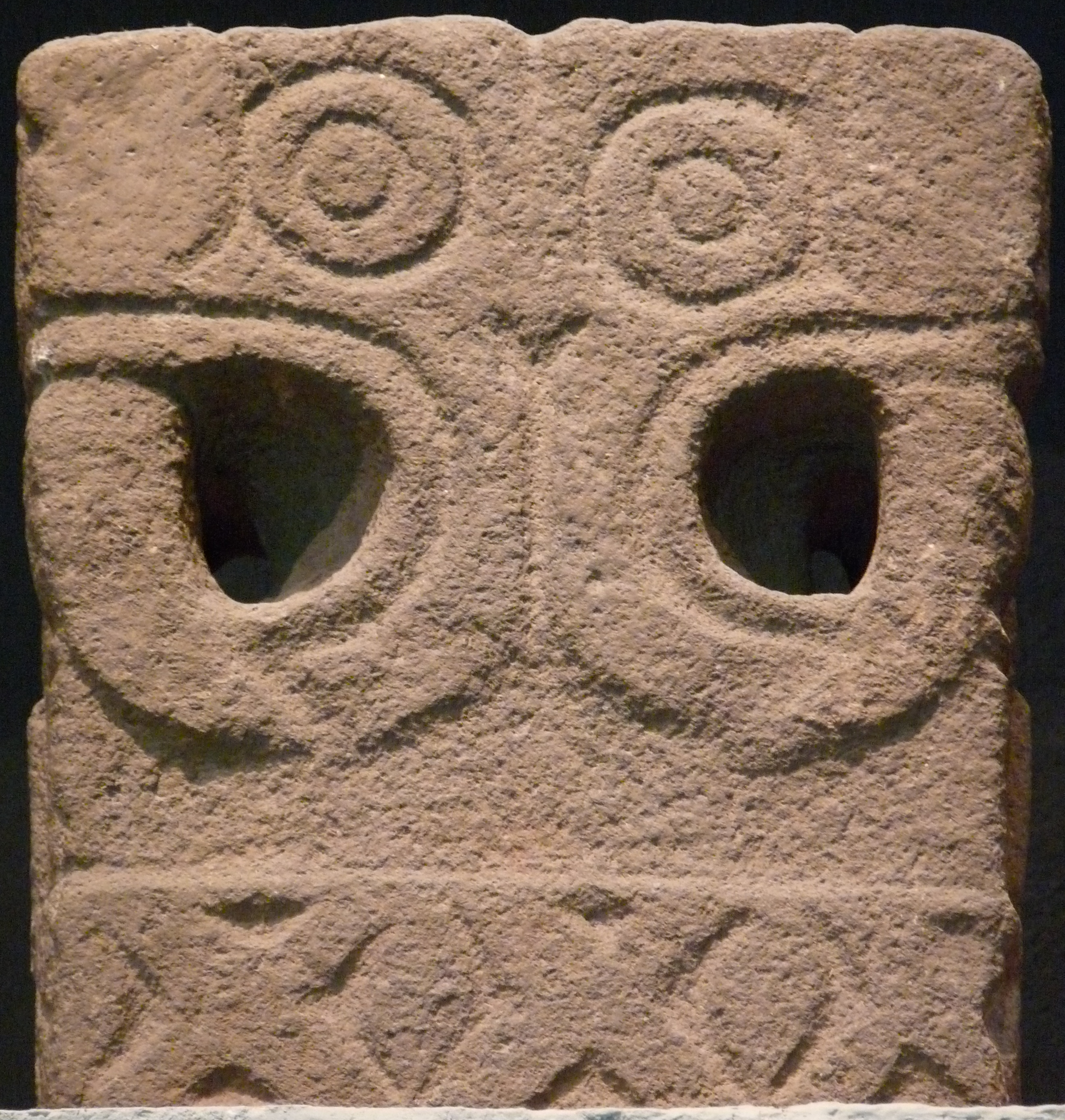
Les Nahuas ont placé un techcatl, l'autel des sacrifices aztèques, dans le pavage des sacrifices, et la cour sur le côté sud de Huēyi Teōcalli.

La religion d'État de l'Empire aztèque devait remplir les obligations spirituelles des classes supérieures tout en maintenant leur contrôle sur les classes inférieures et les populations conquises. Cela se traduit par de grandes cérémonies religieuses publiques, le parrainage des cultes les plus populaires et un degré relatif de liberté religieuse.
Les dirigeants, qu'ils soient teteuctin ou tlatoani locaux, ou Huetlatoani central, étaient considérés comme des représentants des dieux et gouvernaient donc de droit divin. Le Tlatocayotl, ou principe de domination, établissait que la descendance héritait de ce droit divin. L'ordre politique était donc aussi un ordre cosmique, et tuer un tlatoani revenait à transgresser cet ordre. C'est pourquoi, chaque fois que les Nahuas tuaient ou destituaient un tlatoani de son poste, celui-ci était généralement remplacé par un parent et un membre de la même lignée. L'établissement de la fonction de Huetlatoani s'est traduit par la création d'un autre niveau de pouvoir, le hueitlatocayotl, qui s'oppose au principe du tlatocayotl de moindre importance.
L'interprétation militaire de la religion nahua, en particulier la vénération du dieu soleil Huitzilopochtli, a guidé l'expansion de l'empire. Les rituels militaires de l'État étaient exécutés tout au long de l'année selon un calendrier cérémoniel d'événements, de rites et de simulacres de batailles. L'époque à laquelle ils ont vécu était connue sous le nom d'Ollintonatiuh, ou « Soleil du mouvement », qui était considéré comme l'âge final après lequel l'humanité serait détruite. C'est sous Tlacaelel que Huitzilopochtli a assumé son rôle élevé dans le panthéon de l'État et qu'il a soutenu que c'était par le sacrifice de sang que le Soleil serait maintenu et qu'il empêcherait ainsi la fin du monde. C'est dans le cadre de cette nouvelle interprétation militaire de Huitzilopochtli que les soldats aztèques ont été encouragés à faire la guerre et à capturer des soldats ennemis pour les sacrifier. Si les sacrifices de sang étaient courants en Mésoamérique, l'ampleur des sacrifices humains pratiqués par les Aztèques était sans doute sans précédent dans la région.

### Sources primaires
- Frances F. Berdan et Patricia Rieff Anawalt, The Essential Codex Mendoza, University of California Press, 1997 (1re éd. c. 1541) (ISBN 978-0-520-20454-6, lire en ligne)
- Bernal Diaz del Castillo, The Discovery and Conquest of Mexico, Cambridge, MA, Da Capo Press, 2003 (1re éd. 1576) (ISBN 0-306-81319-X)
- Diego Durán, History of the Indies of New Spain, University of Oklahoma Press, 1994 (1re éd. c. 1581)
- Hernando Alvarado Tezozomoc, Crónica Mexicana, Mexico City, Universidad Nacional Autónoma de Mexico, 1975 (1re éd. c. 1598)

### Sources secondaires
- Ronald A. Barnett, « Mesoamerican religious concepts: Part two », sur MexConnect, 1er novembre 2007 (consulté le 20 juillet 2022)
- Edward Calnek, « Urbanization of the Americas from its Beginnings to the Present », dans R. P. Schaedel, J. E. Hardoy et N. S. Kinzer, {{Article encyclopédique}} : paramètre encyclopédie manquant, 1978, 463–470 (lire en ligne ){{Article encyclopédique}} : l'usage du paramètre |périodique = The City-State in the Basin of Mexico: The Late Prehispanic Period laisse présager

- Nigel Davies, The Aztecs: A History, University of Oklahoma Press, 1973
- Susan T. Evans, Ancient Mexico and Central America: Archaeology and Culture History, 2nd edition, Thames & Hudson, New York, 2008 (ISBN 978-0-500-28714-9)
- Serge Gruzinski, Le Destin brisé de l’empire aztèque, Paris, Gallimard, coll. « Découvertes Gallimard / Histoire » (no 33), 2010 (1re éd. 1988), 176 p. (ISBN 978-2-07-034876-3).
- Ross Hassig, Aztec Warfare: Imperial Expansion and Political Control, University of Oklahoma Press, 1988 (ISBN 0-8061-2121-1)
- James Maffie, « Aztec Philosophy », sur The Internet Encyclopedia of Philosophy, n.d. (ISSN 2161-0002, consulté le 20 juillet 2022)
- Miguel Leon-Portilla, Aztec Thought and Culture: A Study of the Ancient Náhuatl Mind, University of Oklahoma Press, 1963
- H. P. Pollard, Tariacuri's Legacy, University of Oklahoma Press, 1993
- Michael Smith, « The Aztec Migrations of Nahuatl Chronicles: Myth or History? », Ethnohistory, vol. 31, no 3,‎ 1984, p. 153–168 (DOI 10.2307/482619, JSTOR 482619)
- Michael Smith, The Aztecs, 2nd Edition, Malden, MA, Blackwell Publishing, 2009 (ISBN 978-0-631-23015-1)
- M. E. Smith, « The Archaeological Study of Empires and Imperialism in Pre-Hispanic Central Mexico », Journal of Anthropological Archaeology, vol. 20, no 3,‎ 2001, p. 245–284 (DOI 10.1006/jaar.2000.0372)
- Jacques Soustelle, The Daily Life of the Aztecs, Paris, 1964, English éd. (1re éd. 1955)
- Jacques Soustelle, La Vie quotidienne des Aztèques à la veille de la conquête espagnole, 2019, paris, hachette, 1955, rééd. 2019
- Jacques Soustelle, L'Art du Mexique ancien, 1966
- Jacques Soustelle, Mexique, 2019, collection archaeologia mundi (genève, paris, munich : nagel,
- Jacques Soustelle, Les Quatre Soleils, souvenirs et réflexions d'un ethnologue au Mexique, Paris : Plon,, 1967.
- Jacques Soustelle Les Aztèques, Paris, Presses universitaires de France, coll. « Que sais-je ? », 1970 ; 11e édition :2020.
- Jacques Soustelle, L'Univers des Aztèques, recueil d'essais 1940–1974 (Paris : Hermann,, 1979)